# Guadalete
De Guadalete is een rivier in het zuiden van Spanje, in de regio Andalusië. De rivier ontspringt in de omgeving van Grazalema (bij de Peñón Grande) en stroomt 157 kilometer verderop in El Puerto de Santa María, in de Golf van Cádiz, in de Atlantische Oceaan.  
De naam van de Guadalete komt van de rivier de lethe uit de Griekse mythologie, de rivier van de vergetelheid in de Hades of onderwereld. Volgens kroniekschrijvers als Pedro de Medina sloten Grieken en Carthagers een verbond bij de rivier om hun geschillen te vergeten, waardoor de rivier vernoemd werd naar de mythologische rivier. De Moren voegden hier later "Al-Wadi" aan toe, "rivier" in het Arabisch. Hierdoor werd de naam Al-Wadi Lete, wat in het Spaans is verbasterd tot Guadalete. 
De rivier heeft naam gegeven aan de Slag bij Guadalete, een veldslag in 711 waarbij de Moren de Visigoten versloegen en zo nagenoeg het gehele Iberische Schiereiland konden veroveren. 
Tot halverwege de twintigste eeuw was de rivier voor kleine schepen bevaarbaar tot Jerez de la Frontera, tegenwoordig moeten alle aanleggen in de haven van El Puerto de Santa María, bij de monding. 
Bij hevige regen treedt de rivier buiten haar oevers en veroorzaakt zij overstromingen. Grote overstromingen vonden plaats in 1963, 1969, 1996, waarbij 80 families geëvacueerd moesten worden, en 2010. 